# Moving Hearts
Moving Hearts war eine irische Folkrockband, die 1981 gegründet wurde. Sie kombinierte traditionelle irische Folkmusik mit Elementen der Rockmusik und des Jazz.

## Bandgeschichte
Die Moving Hearts wurden 1981 von Dónal Lunny (Bouzouki, Synthesizer und Bodhrán) und Christy Moore (Gesang, Gitarre und Bodhrán) gegründet. Beide hatten vorher bei der Band Planxty gespielt. Weitere Mitglieder waren Declan Sinnott (E-Gitarre), Keith Donald (Saxophon), Eoghan O’Neill (Bassgitarre), Brian Calnan (Schlagzeug, Perkussion) und Davy Spillane (Uilleann Pipes).
Auf ihren beiden ersten Alben Moving Hearts und The Dark End of the Street verbanden die Moving Hearts rockorientierte Musik mit politisch orientierten Texten, zum Beispiel zur Situation in Nordirland. Die Mitglieder der Band verstanden sich als Genossenschaft. So wurden alle Einnahmen gleichmäßig aufgeteilt, auch auf die Helfer der Band. Für das zweite Album wurde Calnan durch Matt Kelleghan ersetzt. 1982 verließ Christy Moore die Moving Hearts, um seine Solokarriere fortzusetzen. Er wurde durch Sänger Mick Hanly ersetzt.
Neben ihrer Studiotätigkeit spielten die Moving Hearts auf zahlreichen Konzerten und Festivals, so auf dem Montreux Jazz Festival und dem Lorient Festival in der Bretagne.
1983 erschien das Album Live Hearts. Außerdem begleiteten sie Van Morrison auf zwei Stücken seines Albums A Sense of Wonder. Nachdem auch Mick Hanly die Gruppe verlassen hatte, setzten die Moving Hearts ihre Karriere als Instrumentalband fort. Auch auf anderen Positionen gab es Wechsel. 1984 war die Besetzung wie folgt:
- Davy Spillane (Uillean Pipes)
- Declan Masterson (Uillean Pipes)
- Dónal Lunny (Bouzouki, Synthesizer, Bodhrán)
- Keith Donald (Altsaxophon)
- Noel Eccles (Perkussion)
- Matt Kelleghan (Schlagzeug)
- Eoghan O’Neill (Bassgitarre)
- Greg Bolan (Gitarre)

In dieser Besetzung fand 1984 die vorerst letzte Tournee der Band statt. 1985 entstand das Instrumental-Album The Storm. Danach lösten sich die Moving Hearts auf, gaben aber 1986 und 1990 erneut Konzerte. 1990 wirkte Flo McSweeney als Sängerin mit.
2007 fanden die Moving Hearts wieder zusammen und spielen seither in der Besetzung Dónal Lunny, Davy Spillane, Eoghan O’Neill, Keith Donald, Matt Kelleghan, Noel Eccles, Anto Drennan, Kevin Glackin (Fiddle) und Graham Henderson. Die letzten Konzerte fanden 2016 statt.

## Stilistik
Die Moving Hearts waren nach den Horslips die zweite irische Band, die Folk- und Rockmusik mischte. Insbesondere durch das Saxophonspiel Keith Donalds enthielt die Musik auch Elemente des Jazz. Vor allem im Album The Storm zeigt sich eine Hinwendung zu genreübergreifenden, ausufernden und kraftvoll dargebotenen Stücken.

## Diskografie

### Alben
- Moving Hearts (1981)
- The Dark Side of the Street (1982)
- Live Hearts (1983)
- The Storm (1985)
- The Platinum Collection (Kompilation, 2007)
- Live in Dublin (2008)